# Qlik
Qlik (wcześniej QlikTech) – producent oprogramowania Business Discovery, systemów Business Intelligence umożliwiających kontrolę nad analizą danych użytkownikom biznesowym, producent platformy QlikView. oraz aplikacji nowej generacji do wizualizacji danych – Qlik Sense. Siedziba przedsiębiorstwa znajduje się w Radnor, w Pensylwanii (USA). QlikView łączy cechy dynamicznej prezentacji, natychmiastowego operowania danymi oraz analizy danych w czasie rzeczywistym.

## Historia
Firma QlikTech powstała w 1993 roku w Szwecji. Została założona przez Björna Berga oraz Staffana Gestreliusa, którzy chcieli stworzyć intuicyjne oprogramowanie naśladujące pracę ludzkiego mózgu. Nazwano je QuikView od angielskich słów: „quality” (jakość), „understanding” (zrozumienie), „interaction” (interakcja) i „knowledge” (wiedza). W 1996 roku aplikacji nadano nazwę QlikView, by podkreślić zdolność do szczegółowej analizy danych za pomocą jednego kliknięcia.
QlikView uzyskiwał dostęp do informacji ze standardowych aplikacji bazodanowych i przedstawiał dane w sposób asocjacyjny. Berg opracował system kodowania wykorzystujący różne kolory podświetleń: wybrane wartości są zaznaczone na zielono, powiązane wartości na biało, a wartości niepowiązane na szaro. Główny inżynier oprogramowania Håkan Wolgé i Berg wierzyli, że to rozwiązanie może działać całkowicie w pamięci wewnętrznej (in-memory). Jonas Nachmanson, CTO (dyrektor ds. technologii) w QlikTech, który był odpowiedzialny za badania i rozwój na początku istnienia aplikacji, odegrał znaczącą rolę w określeniu wymagań potencjalnych klientów oraz integracji uzyskanych informacji w systemie. Do 1999 roku QlikView został z powodzeniem wdrożony w różnych przedsiębiorstwach, m.in. w Tetra Pak i w AstraZeneca.

## Rozwój przedsiębiorstwa
W 2000 roku Måns Hultman został CEO (dyrektorem zarządzającym), a Lars Bjork CFO (dyrektorem finansowym). Firma skoncentrowała się na działaniach w obszarze Business Intelligence (BI) i zwiększyła zatrudnienie z 35 pracowników w 1999 roku do 70 pracowników w roku 2003. W tym momencie QlikTech potrzebował większego kapitału i szerszej wizji długofalowego rozwoju. W tym celu QlikTech wybrał konsorcjum złożone z firm typu venture capital – Accel Partners i Jerusalem Venture Partners (JVP) i uzyskał finansowanie w wysokości 12,5 mln dolarów. Alex Ott z Accel i Erel Margalit z JVP opracowali strategię rozwoju, która zaowocowała wzrostem o 35% w skali roku (13 mln dolarów przychodów w 2004 roku).
Do 2005 roku QlikView przekształcił się z indywidualnego, desktopowego narzędzia w sieciowe rozwiązanie bazujące na serwerze i Javie. Silnik QlikView był wówczas w stanie obsłużyć większe zestawy danych. W tym czasie QlikTech nawiązał partnerstwo z Intelem i HP oraz włączył zaawansowane wykresy i kolory do interfejsu użytkownika.
QlikTech zyskiwał coraz większych klientów, m.in. lidera branży logistycznej – DB Schenker, firmę oferującą CRM dla branży nauk biologicznych – Dendrite, telekomunikacyjnego giganta – firmę Ericsson, czy szwedzką pocztę.
Analityczne możliwości QlikView oraz szybkość dokonywanych analiz polepszyły się wraz z rozwojem głównych technologii, na których opiera się narzędzie. Obecnie QlikView może dokonywać operacji na miliardach danych. Dziś klientami QlikView są takie przedsiębiorstwa jak Best Buy, Campbell’s Soup, Canon, ING, Gen-Probe, National Health Service, Panasonic, Qualcomm, Blue Star Infotech limited i Shell.
W 2007 roku Lars Bjork objął stanowisko CEO (dyrektora zarządzającego) w QlikTech. W 2009 roku przychody przedsiębiorstwa wzrosły do 157 milionów dolarów, a zatrudnienie wynosiło wówczas ponad 650 osób w 24 krajach. Obecnie QlikTech posiada ponad 1700 partnerów na całym świecie. Baza jego klientów rozrosła się do 33 000 przedsiębiorstw w ponad 100 krajach. Od 2010 roku QlikTech jest notowany na NASDAQ.
W kwietniu 2011 roku spółka została wyceniona na ponad 2 miliardy dolarów.

## QlikView
W tradycyjnym ujęciu informacje prezentowane są w postaci drukowanych raportów, zawierających dane z różnych źródeł (np. z arkuszy kalkulacyjnych). Końcowym rezultatem tego czasochłonnego procesu jest wydruk pełen kolorowych wykresów i zdjęć. Choć taki raport może wyglądać atrakcyjnie pod względem wizualnym, pozostaje on statyczny i brakuje w nim interakcji z użytkownikiem. Jeśli ktoś chciałby stworzyć w raporcie wykres, który pokazywałby dane w nieco inny sposób (np. wyszczególniający miesiące zamiast lat), kolejne materiały musiałyby zostać ponownie wydrukowane. Dzięki QlikView użytkownicy otrzymują prezentację w interaktywnym programie, który pozwala na wprowadzanie nowych danych (w zależności od ustawień) lub przenoszenie zapisanych danych, by ten sam zestaw danych mógł być analizowany z różnych perspektyw. W efekcie QlikView tworzy w czasie rzeczywistym prezentacje dostosowane do indywidualnych potrzeb i pozwala na dokonywanie natychmiastowych zmian lub modyfikacji.

### Zastosowanie
QlikView może być wykorzystywany do wszystkich typów raportowania, prognozowania i ogólnych analiz każdego rodzaju danych (np. GA, AR, AP, analiz sprzedażowych, inwentaryzacyjnych, szacunkowych, dotyczących trendów itp.). Ponieważ QlikView pozwala na interakcję użytkowników z danymi (mimo iż jest uznawany za oprogramowanie dla biznesu) może być wykorzystywany w każdej dziedzinie, w której niezbędna jest analiza w czasie rzeczywistym (np. w nauce, inżynierii, badaniach naukowych, sztuce itp.). QlikView może być instalowany na serwerach, laptopach i urządzeniach mobilnych oraz w chmurze zarówno dla pojedynczych użytkowników, jak i dla dużych przedsiębiorstw.

## Qlik Sense
Qlik Sense jest aplikacją nowej generacji do wizualizacji danych, opartej na intuicyjnym interfejsie typu „przeciągnij i upuść”. Aplikacja jest przeznaczona dla użytkowników biznesowych i pozwala na tworzenie interaktywnych wizualizacji, raportów oraz dashboardów. Obejmuje opatentowany mechanizm do indeksowania danych, przekazując użytkownikom nieograniczone możliwości intuicyjnego odkrywania powiązań między danymi. Jest to aplikacja darmowa, dostępna w systemie Windows. Qlik Sense jest pierwszym produktem, który dostarcza samoobsługowe BI, bazujące na modelu rozwoju po stronie serwera i dystrybucji.

### Zastosowanie
Asocjacyjny silnik indeksujący dane pozwala użytkownikom w prosty sposób pokazać relacje pomiędzy danymi, odkrywając spostrzeżenia, które mogłyby być ukryte w tradycyjnym, zhierarchizowanym modelu danych. Daje to użytkownikom wolność eksploracji danych w dowolnym punkcie analizy.
Inteligentne wyszukiwanie pozwala użytkownikowi w prosty sposób wpisywać słowa lub liczby, które rozpoczną analizę zbiorów danych. Gdy użytkownik wpisze żądany ciąg znaków, inteligentne wyszukiwanie połączy punkty, odkrywając powiązania pomiędzy danymi oraz informacje w lokalizacjach, które w innym przypadku mogłyby pozostać niezauważone. Dodatkowo intuicyjne, Inteligentne wizualizacje ukazują wszystkie relacje pomiędzy danymi, umożliwiając niespotykany dotąd wgląd w dane. Te podpowiedzi pomagają użytkownikom eksplorować wzorce dzięki dynamicznym aktualizacjom i sygnalizowaniu nowych informacji i powiązań.
Otwarte API umożliwia deweloperom osadzanie Qlik Sense w stronach internetowych oraz we własnych aplikacjach.